# Remigij Bratož
Remigij Bratož, slovenski slikar in karikaturist, * 10. februar 1904, Pulj, † 28. oktober 1977, Maribor.
Po izobrazbi in poklicu je bil violinist, kot slikar pa samouk. Leta 1940 se je pričel ukvarjati z risanjem karikatur, kasneje s slikarstvom; izpopolnjeval se je v skupini
slikarka M. Kavčiča. V karikaturi je upodabljal znane osebnosti, predvesm šahiste, umetnike in politike. Njegova likovno dodelana in psihološko pretehtana karikatura izhaja iz sozvočja geometrizirane telesne sheme in ekspresivne linije portreta. Uspešno se je predstavljal tudi na razstavah in bil nagrajen na 3. mednarodnem festivalu karikatur v Montrealu.